# Aluva
Aluva (ehemals Alwaye) ist eine Stadt im Bundesstaat Kerala im Süden Indiens, an einem Naturhafen der Malabarküste gelegen. Aluva liegt etwa 15 Kilometer nördlich der Stadtmitte von Kochi am Periyar-Fluss. Als wichtiger Verkehrsknotenpunkt mit einfachem Zugang zu allen wichtigen Verkehrsmitteln fungiert Aluva als Korridor, der die Hochlandbezirke mit dem Rest des Staates verbindet. Der Flughafen Kochi in Nedumbassery liegt 11,7 km von Aluva entfernt. Aluva ist mit der Bahn (Bahnhof Alwaye), dem Flugzeug und der Metro erreichbar.